# Plinia anonyma
Plinia anonyma är en myrtenväxtart som beskrevs av Marcos Sobral. Plinia anonyma ingår i släktet Plinia och familjen myrtenväxter. Inga underarter finns listade i Catalogue of Life.